# Церковь Святого Вольфганга (Ротенбург-об-дер-Таубер)
Це́рковь Свято́го Во́льфганга (нем. St. Wolfgangskirche) — достопримечательность города Ротенбург-об-дер-Таубер в Германии, которая расположена по улице Klingentorbastei, 1.
Церковь Святого Вольфганга расположена за воротами Клингентор. Её также называют церковью пастухов овец. Здание построено в позднеготическом стиле. Строительство длилось с 1475 по 1493 год. Строителем выступило братство пастухов овец, которое образовалось по причине того, что торговля шерстью и овцеводство было очень важным видом экономической деятельности во времена средневековья в Ротенбург-об-дер-Таубере. Церковь Святого Вольфганга является укреплённой церковью с казематами и парапетной стеной с бойницами. Рядом с церковью есть пристройка, в которой находится музей пастушеского танца. Также рядом расположена арка, через которую лежит путь к реке Таубер.
В этой церкви пастухи поклонялись святому Вольфгангу, который покровительствовал стадам. Церковь сохранилась до нашего времени без изменений. С внешней стороны ворот она выглядит как укрепление с толстыми стенами и амбразурами, а внутри это церковь, в которой содержатся художественные узоры поздней готики и три красивых алтаря.
Главная достопримечательность — высокий алтарь, который содержит деревянные фигуры святых Себастьяна, Роха и Вольфганга. Там же содержатся сцены из легенды Вольфганга. Алтарь святого Венделина содержит изображения св. Венделина, Николая, Мартина и святого императора Генриха II.
Второе название — «Пастушья церковь» — церковь Святого Вольфганга получила потому, что члены братства пастухов ежегодно устраивали службу благодарения во вторник после дня святого Варфоломея. После окончания службы, пастухи шли в «Агнец Инн», который был расположен на рынке, чтобы там потанцевать и поесть. Обычай пастушьего танца появился в 1911 году и с тех пор он исполнялся несколько раз в год.
Рядом с церковью Святого Вольфганга расположена башня Клингентурм.
В 1986 году при церкви Святого Вольфганга в музее открылась выставка пастушьих танцев, на которой были выставлены предметы, связанные с овчарным танцем и овцеводством в городе.